# Toiletjuffrouw

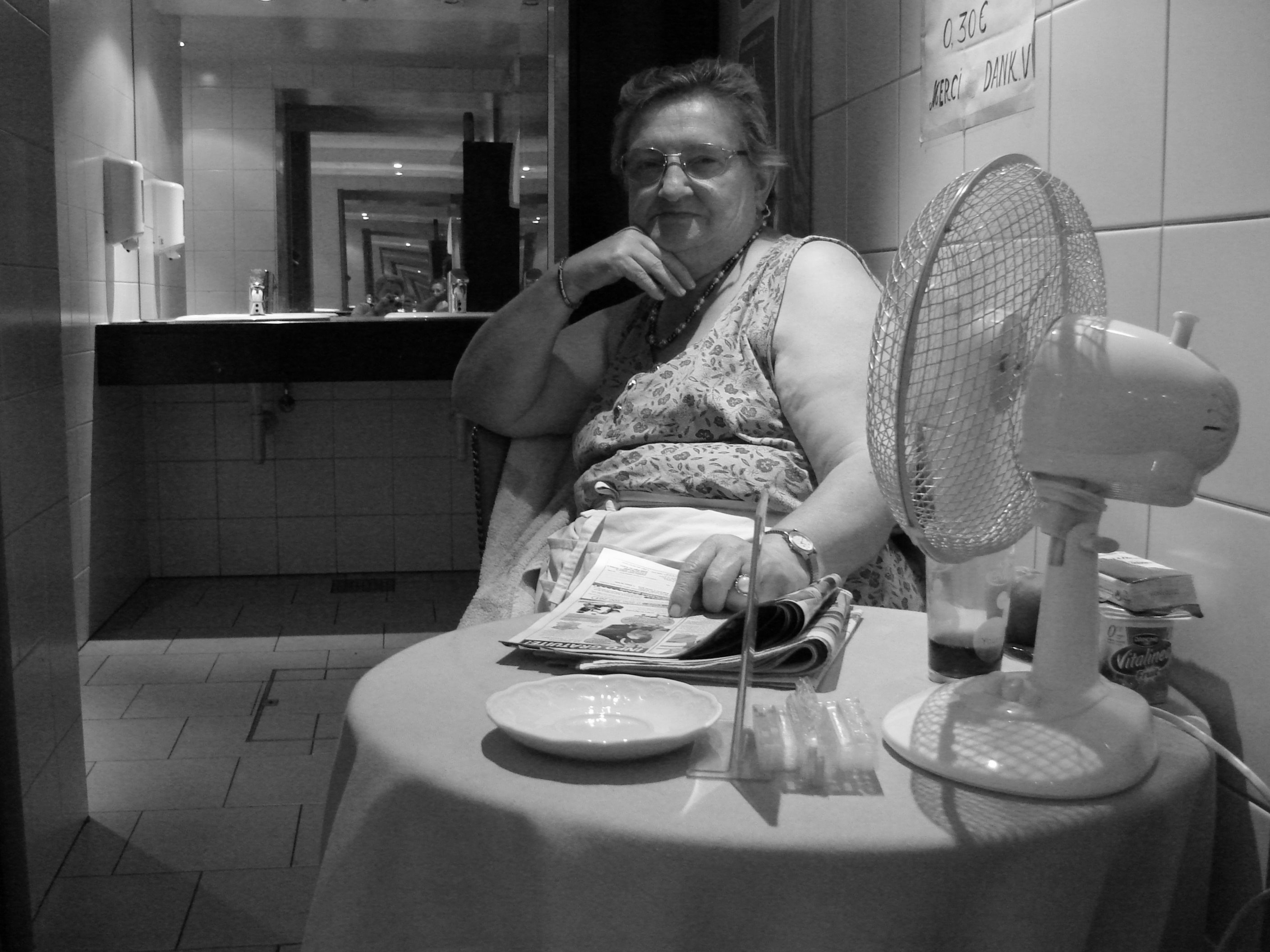
Een toiletjuffrouw in Brussel in België

Een toiletjuffrouw is een vrouw (soms ook een man) die de toiletten van bijvoorbeeld een openbaar gebouw, voetbalkantine of winkel schoonhoudt en geld voor het gebruik ervan in ontvangst neemt.
Meestal heeft hij of zij een klein schaaltje bij zich om geld van toiletbezoekers in ontvangst te nemen, en vaak draagt een toiletjuffrouw een lange, witte jas. In horecagelegenheden staat er bij de toiletjuffrouw ook wel een schaaltje met snoepjes.